# The Grass Is Blue
The Grass is Blue es el trigesimoquinto álbum bluegrass de Dolly Parton, publicado en octubre de 1999 por la discográfica Sugar Hill Records.

## Canciones
1. "Travelin' Prayer" (Billy Joel) - 4:16
2. "Cash on the Barrelhead"  (Louvin Brothers) - 3:10
3. "A Few Old Memories" (Hazel Dickens) - 4:02
4. "I'm Gonna Sleep With One Eye Open" (Lester Flatt , Earl Scruggs) - 3:05
5. "Steady As the Rain" (Dolly Parton) - 3:05
6. "I Still Miss Someone" (Johnny Cash) - 3:40
7. "Endless Stream of Tears"  (Parton) - 2:40
8. "Silver Dagger" (Traditional) - 4:55
9. "Train, Train" (Shorty Medlocke) - 2:50
10. "I Wonder Where You Are Tonight" (Johnny Bond) - 3:14
11. "Will He Be Waiting For Me" (Parton) - 3:26
12. "The Grass Is Blue" (Parton) - 3:44
13. "I Am Ready"  (Rachel Parton Dennison) - 2:45

### Listas de popularidad
| Lista (1999)             | Máx. Posición |
| ------------------------ | ------------- |
| The Billboard 200 (U.S.) | 198           |
| U.S. Top Country Albums  | 24            |
| U.K. Top Country Albums  | 8             |